# Турбовинтовой двигатель
Турбовинтово́й дви́гатель — тип газотурбинного двигателя, производящий  тягу в основном путём вращения винта. 
Лишь небольшая часть производимой энергии составляет выхлоп реактивной тяги. Основная же часть энергии горячих газов используется для привода воздушного винта через понижающий частоту вращения редуктор. Его наличие обусловлено необходимостью уменьшения скоростей обтекания концов лопастей до дозвуковых.
Существуют две основные разновидности турбовинтовых двигателей: двухвальные, или со свободной турбиной (наиболее распространенные в настоящее время), и одновальные. В первом случае между газовой турбиной (называемой в этих двигателях газогенератором) и трансмиссией не существует механической связи, и привод осуществляется газодинамическим способом. Воздушный винт не находится на общем валу с турбиной и компрессором. Турбин в таком двигателе две: одна приводит в движение компрессор, другая (через понижающий редуктор) — винт. Такая конструкция имеет ряд преимуществ, в том числе и возможность работы силового агрегата самолёта на земле без передачи на воздушный винт (в этом случае используется тормоз воздушного винта, а работающий газотурбинный агрегат обеспечивает самолёт электрической мощностью и воздухом высокого давления для бортовых систем). Во втором случае (как видно из названия) турбина с компрессором и винт расположены на одном валу.

## Применение
В связи с уменьшением эффективности воздушного винта при увеличении скорости полёта, турбовинтовые двигатели в основном распространены на относительно малоскоростных летательных аппаратах, таких как самолёты местных авиалиний и транспортные самолёты.
Исключение составляет стратегический бомбардировщик Ту-95 и самолеты, созданные на его базе (Ту-114, Ту-126, Ту-142), летающие со скоростью порядка 800 км/ч. По экономическим соображениям могут ограниченно применяться для боевых самолётов, например, в силовой установке аргентинского штурмовика FMA IA 58 Pucará (обр. 1974), рассчитанного на антипартизанские действия, использовались 2 французских турбореактивных двигателя Turboméca Aztazou XVIG. Другой пример — бразильский штурмовик Embraer EMB 314 Super Tucano, который в ряде стран тоже применялся как контрпартизанский самолёт.
Если учесть, что турбовинтовой двигатель работает только на дозвуковых скоростях, а турбореактивные двигатели лучше использовать для получения очень больших скоростей полёта, то можно сделать вывод, что в некотором диапазоне скоростей комбинирование этих двух двигателей является оптимальным решением (турбовентиляторный двигатель).
Ввиду того, что как лопасти вентилятора, так и лопасти винта для эффективного функционирования должны работать на дозвуковых скоростях, вентилятор в кольцевом обтекателе (который понижает скорость набегающего потока) является более эффективным на больших скоростях.

### Экономическая целесообразность
Поскольку турбовинтовые двигатели на малых скоростях полёта гораздо экономичнее, чем турбореактивные двигатели, то турбовинтовые самолёты имеют преимущество перед реактивными, прежде всего, из-за низкого расхода топлива. Поэтому в период высоких цен на нефть объём продаж турбовинтовых лайнеров растёт. Так, в 2011 году, когда стоимость нефти была в районе 100 долларов за баррель, в консалтинговом агентстве Ascend Flightglobal Consultancy просчитали, что перевозчикам необходимо задуматься о переходе на турбовинтовые самолёты, поскольку высокая стоимость авиабилетов, связанная с эксплуатацией реактивных лайнеров, отпугивает потенциальных пассажиров.
При этом преимущество турбовинтовых самолётов по сравнению с реактивными на региональных перевозках очевидно. По словам руководства компании Bombardier, лайнеры Q400 (как и соответствующий ему российский Ил-114-300), в сравнении с 70-местным реактивным самолётом эффективнее на 30 % в плане экономии топлива и затрат на эксплуатацию. Соответственно, турбовинтовые самолёты являются идеальной заменой 50-местных реактивных лайнеров. В этом случае авиакомпании смогут увеличить вместимость своих воздушных судов, сохранив затраты на прежнем уровне.

## История
Впервые схему турбовинтового двигателя (ТВД), в котором воздушный винт имел привод от газовой турбины, разработал русский инженер и авиатор лейтенант флота М. Н. Никольский в 1913 г. Модель этого двигателя была построена и испытана. Его предполагали использовать для самолета «Илья Муромец». Двигатель Никольского развивал мощность 120 квт (160 л. с.) и имел трёхступенчатую газовую турбину.
В 1923 году В. И. Базаров предложил схему своего газотурбинного двигателя (ГТД), близкую к схемам современных турбовинтовых двигателей; в 1930 В. В. Уваров при участии Н. Р. Брилинга спроектировал, а в 1936 построил ГТД с центробежным компрессором. Независимо от отечественных инженеров в Великобритании учёный и инженер Алан Арнольд Гриффит  в 1926 году предложил свой проект подобного двигателя.
Первый в практическом смысле работающий ТВД был создан венгерским инженером Дьёрдем Ендрашиком (György Jendrassik). После ряда лет работы над ТВД (и получения патента на его конструкцию в 1929 г.) он построил прототип двигателя мощностью 100 л. с.; первый в мире полномасштабный турбовинтовой двигатель, Jendrassik Cs-1 мощностью около 400 л. с. был построен и испытывался на предприятии Ganz Works в Будапеште между 1939 и 1942 г. Двигатель не был запущен в производство.
В то же время в СССР в 1934 г. была создана и прошла длительные испытания первая отечественная высокотемпературная газотурбинная установка ГТУ-1, ставшая прообразом будущих турбовинтовых двигателей. Установка состояла из одноступенчатого центробежного компрессора, кольцевой камеры сгорания и одноступенчатой газовой турбины. В 1938–1939 гг. под руководством профессора В.В. Уварова для самолета ТБ-3 были впервые построены опытные газотурбинные установки ГТУ-3 мощностью по 1150 л. с., выполненные по схеме турбовинтового двигателя. Под его же руководством с 1943 г. в ЦИАМ разрабатывался летный образец экспериментального ТВД Э-3080, развивавшего мощность на валу 625 л. с. и создававшего дополнительную тягу 160 кгс.
Первый немецкий турбовинтовой двигатель в середине 30-х годов разработал (будучи профессором Технического университета в Берлине) будущий глава отдела планёров самолетов на «Junkers Flugzeugwerke» Герберт Вагнер. Он надеялся, что тот может дать боевому самолету высочайшие ЛТХ.
Работы по ТВД ускорились в послевоенные годы. На 18-м образце реактивного истребителя Gloster Meteor (позднее получил обозначение Trent-Meteor) вместо штатных турбореактивных были установлены турбовинтовые двигатели Rolls-Royce RB.50 «Trent», и он стал первым в мире турбовинтовым самолётом (взлетел 20 сентября 1945 года). Эта машина не строилась серийно и осталась прототипом.
На основе двигателей модели Trent компания Rolls-Royce разработала модель Dart. Этот двигатель устанавливался на первый в мире серийный турбовинтовой самолёт Vickers Viscount (первый полёт в 1948). Конструкция ТВД Rolls-Royce Dart оказалась весьма успешной: с учётом модификаций и усовершенствований, он выпускался порядка 40 лет (до 1987 г) и устанавливался на многие модели самолётов.
Самым мощным из когда-либо созданных ТВД был строившийся в СССР двигатель НК-12.
Одним из самых массовых и широко применяющихся ТВД в настоящее время является семейство ТВД Pratt & Whitney Canada PT6. Серийный выпуск был начат в 1963 г. и продолжается на настоящее время (2012). Двигатель выпускается в ряде модификаций (различной мощности, для самолётов и вертолётов) и устанавливается на более чем 100 типах самолётов различных производителей.